# Chiesa di San Giovanni (Saluzzo)
La chiesa di San Giovanni si trova a Saluzzo, in provincia di Cuneo, ed è uno splendido esempio di architettura gotica. Consacrata a San Giovanni Battista, fu la chiesa principale della città fino al 1501.

## Storia e descrizione

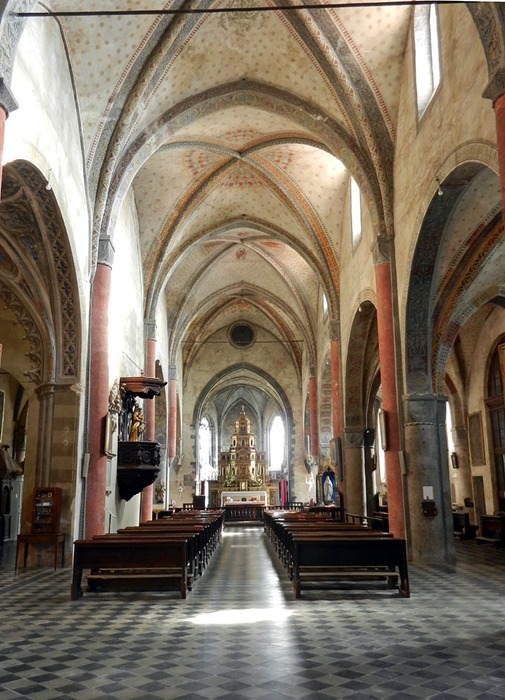
L'interno.

Fu eretta nel 1281 in sostituzione di una cappella dedicata a Santa Maria nel 1230.
Armoniosamente inserita nel contesto architettonico medievale del borgo antico, fu sede dei frati Domenicani dal 1320 e, nel corso dei secoli, subì numerosi rimaneggiamenti.
L'esterno presenta una facciata sobria, risalente all'epoca dell'ultimo rimaneggiamento del 1376, che ha cambiato anche l'orientamento dell'edificio, spostando l'abside da nord a ovest. Della stessa epoca è anche il notevole campanile a base quadrata, con cinque ordini di bifore e una sommità sormontata da una cuspide ottagonale a quattro pinnacoli.
Il grande affresco raffigurante San Cristoforo presente sulla facciata principale della chiesa è invece un noto falso storico, poiché dipinto soltanto nel 1929 da Ovidio Fonti.
L'interno della chiesa è suddiviso in tre navate con volte a crociera ed è accessibile dopo aver sceso il suggestivo scalone in pietra, che separa il portale dalla navata centrale. L'inconsueta collocazione di questo elemento architettonico è anch'essa frutto dell'ultimo rimaneggiamento del 1376 e conferisce alla chiesa una caratteristica di unicità nel suo genere. Lungo le navate laterali sono dislocate varie cappelle fra le quali quella dedicata ai santi Crispino e Crispiniano e quella decorata dal ciclo di affreschi riguardanti le Storie della passione di Cristo, risalente al XV secolo. Degna di nota è anche la cappella del Rosario, dove è custodito un bellissimo esemplare di trittico ad opera di Oddone Pascale del 1535. Sull'altar maggiore invece troneggia l'imponente tabernacolo ligneo dorato databile al 1610.
Interessante la genesi dell'abside. Progettata da Tommaso III come luogo-ricordo del Santo Sepolcro, dove avrebbero dovuto trovare riposo le salme dei Marchesi suoi successori e forse contenere una Sacra Spina che il marchese avrebbe ottenuto dal re Carlo VI in uno dei suoi frequenti viaggi in Francia ( a motivo della presenza di un armadietto detto della "spina"), fu realizzata dal figlio Ludovico I. In essa si trova la cappella funeraria dei Marchesi di Saluzzo, una delle testimonianze di gotico fiammeggiante più importanti del Piemonte. L unica tomba è quella del marchese Ludovico II, progettata dall'architetto Antoine Morel e realizzata in marmo bianco di Paesana intorno al 1508 dallo scultore lombardo Benedetto Briosco. La nicchia di fronte avrebbe dovuto ospitare il feretro della consorte, Margherita di Foix-Candale, marchesa di Foix, che però fu tumulata in Francia.

Il coro in un'immagine in bianco e nero del 1970.

Gli scranni del coro ligneo provengono invece dall'Abbazia di Sant'Antonio di Ranverso e risalgono al XV secolo.
Dalla navata sinistra si accede al suggestivo chiostro gotico. Voluto nel 1466 dal marchese Ludovico I, presenta capitelli con stemmi delle più note famiglie saluzzesi. Sul lato opposto si trova la cappella Cavassa, che ospita il monumento funebre del vicario generale del marchesato Galeazzo Cavassa. È dotata di portale in marmo bianco, opera dello scultore Matteo Sanmicheli e contiene affreschi risalenti al XVI secolo. Dalla navata sinistra si può inoltre accedere alla sacrestia, un ambiente molto antico poiché da un cartiglio affrescato si fa riferimento alla Sacra Spina accennata prima rendendolo probabilmente il luogo dove era conservata la reliquia. Essa fu trafugata nel 1542 durante un saccheggio della città.
Dal chiostro si può accedere al refettorio dove, oltre al pregevole soffitto a cassettoni, si può ammirare il grande Affresco della Crocifissione, risalente ai primi del XVI secolo.
I domenicani officiarono la chiesa fino al 1802, quando fu soppressa dalle autorità napoleoniche. Nel 1820 essa venne resa al vescovo di Saluzzo, che l'affidò ai Servi di Maria, i quali provvidero ai restauri, modificandone l'aspetto come lo vediamo oggi.